# Adelaide Challenger
Il Adelaide Challenger è stato un torneo professionistico di tennis giocato su campi in erba. Faceva parte dell'ATP Challenger Series. Si giocava annualmente a Adelaide in Australia.

## Albo d'oro

### Singolare
| Anno | Campione     | Finalista          | Punteggio |
| ---- | ------------ | ------------------ | --------- |
| 1994 | Neil Borwick | Mark Philippoussis | 7–6, 7–6  |
| 1993 | Mark Petchey | Peter Tramacchi    | 6–3, 6–2  |

### Doppio
| Anno | Campioni                    | Finalisti                      | Punteggio |
| ---- | --------------------------- | ------------------------------ | --------- |
| 1994 | Mahesh Bhupathi Dick Norman | Scott Draper Peter Tramacchi   | 7–6, 7–6  |
| 1993 | Joshua Eagle Andrew Florent | Ben Ellwood Mark Philippoussis | 6–1, 6–3  |